# Bryan Cranston
Bryan Lee Cranston (født 7. marts 1956) er en amerikansk skuespiller, stemmeskuespiller, manuskriptforfatter og filminstruktør. Han er bedst kendt for rollerne som Walter White i AMC-drama tv-serien Breaking Bad, for hvilken han har vundet to Emmy Awards, og Hal i FOX's sitcom Malcolm in the Middle. Andre betydningsfulde roller er Dr. Tim Whatley i Seinfeld, Doug Heffernans nabo i Kongen af Queens, astronaut Buzz Aldrin i From the Earth to the Moon, Ted Mosbys chef i How I Met Your Mother, samt andre roller i talrige film og tv-serier.